# Флаг Айдахо
Флаг Айдахо (англ. Flag of Idaho) — один из символов американского штата Айдахо.
Флаг представляет собой синее полотнище, несущее изображение государственной печати штата в центре флага и, под нею, золотой ленты с надписью «Штат Айдахо», выполненной золотыми буквами на красном фоне. Согласно официальному описанию, края флага должны быть с золотым контуром, но это редко используется на многих изображениях флага.

Шёлковое синие полотнище шириной — 5' 6" и высотой — 4' 4", ограниченное позолоченным краем 2 ½" по ширине, с государственной печатью штата Айдахо диаметром 21", выполненной в цвете, в центре синего поля. Слова «Штат Айдахо» вышиты печатными буквами высотой 2", на красном полосе шириной 3" и длиной 29", полоса оторочена золотом и помещена приблизительно в 8 ½" от нижнего края печати и параллельно огибает её.
Оригинальный текст (англ.)A silk flag, blue field, 5 feet 6 inch fly, and 4 feet 4 inches on the pike, bordered by gilt fringe 2 ½ inches in width, with state seal of Idaho 21 inches in diameter, in colors, in the center of the blue field. The words "State of Idaho," are embroidered in with block letters 2 inches in height, on a red bank 3 inches in width by 29 inches in length, the band being embroidered in gold and placed about 8 ½ inches from the lower border of fringe and parallel with the same.

Печать, в центре флага, изображает шахтёра и женщину, символизирующих равенство, свободу и правосудие. Также на печати символически изображены некоторые природные ресурсы штата Айдахо: полезные ископаемые, леса, сельхозугодья, живая природа.
Флаг разработан на основе флага, который использовал 1-й пехотный полк штата Айдахо в 1899 году, во время испано-американской войны.
Флаг был принят 12 марта 1907 года и немного изменён в 1957 году.
В 2001 году Северо-Американская вексиллологическая организация провела опрос о дизайне флагов всех штатов и территорий США (вместе с Округом Колумбия), а также провинций Канады, в котором флаг Айдахо занял 64-е место из 72-х.